# Anticlessidra

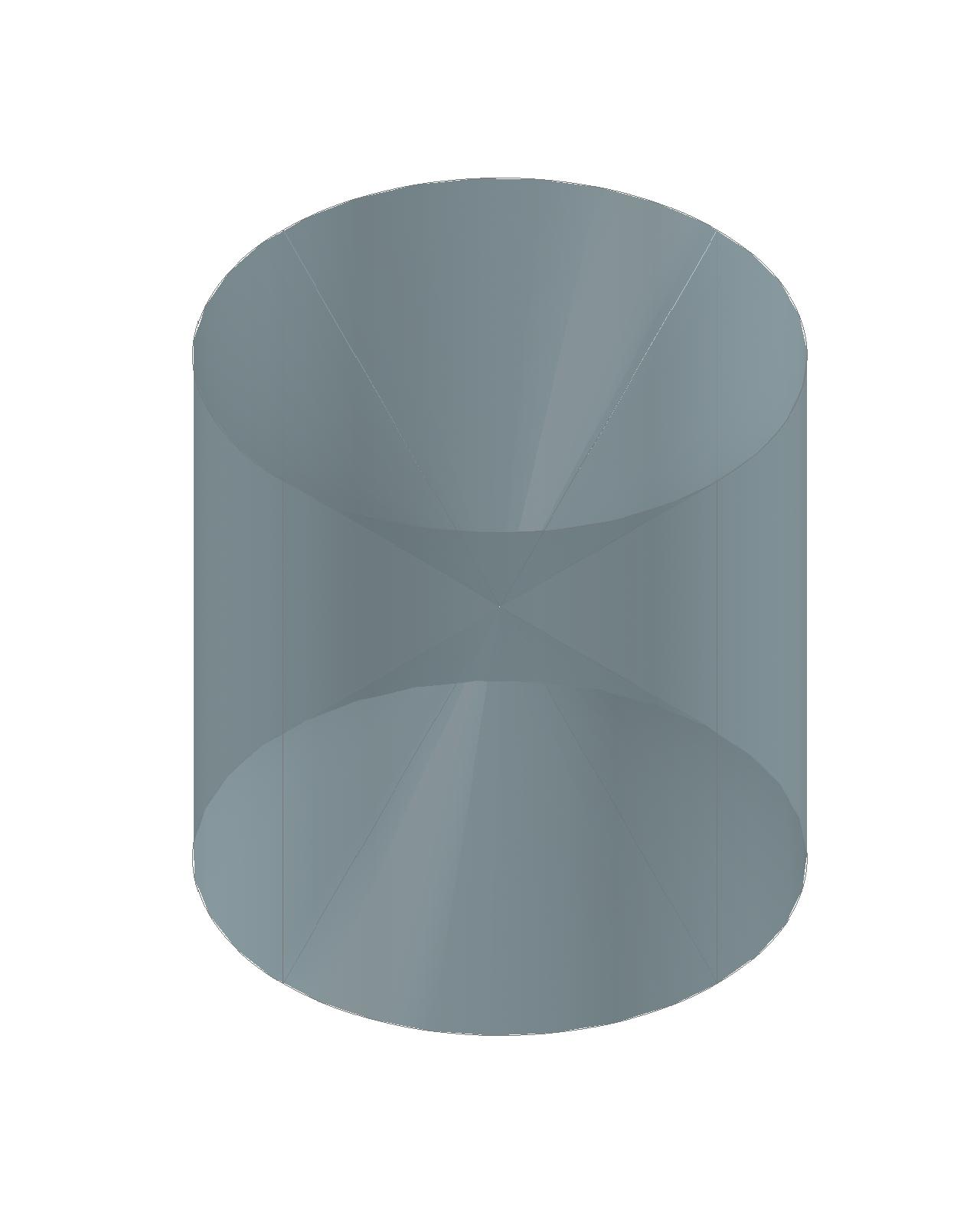
Il disegno di un'anticlessidra.

In geometria, l'anticlessidra è quel solido che si ottiene sottraendo ad un cilindro equilatero due coni simmetrici rispetto al punto medio del segmento che congiunge i centri delle basi del cilindro ed aventi per base le basi del cilindro.
Teorema
Una sfera inscritta nel cilindro ha lo stesso volume dell'anticlessidra.
Dimostrazione
Data un'anticlessidra, prendere una sfera di centro {\displaystyle O\,}, coincidente con i vertici dei coni dell'anticlessidra, e di raggio pari al raggio di base dell'anticlessidra. Vogliamo dimostrare che la sfera è equivalente all'anticlessidra.
A tal fine sezioniamo i nostri solidi con un piano qualunque parallelo alle basi dell'anticlessidra. Se il piano passa per il centro della sfera, interseca la sfera e l'anticlessidra secondo lo stesso cerchio massimo della sfera. Se il piano {\displaystyle \alpha \,} è posto alla distanza {\displaystyle OH\,} dal centro della sfera, esso taglia la sfera secondo un cerchio di raggio {\displaystyle HA\,} e l'anticlessidra secondo la corona circolare compresa tra le circonferenze di centro {\displaystyle H\,} e raggi {\displaystyle HB\,} e {\displaystyle HC\,}.

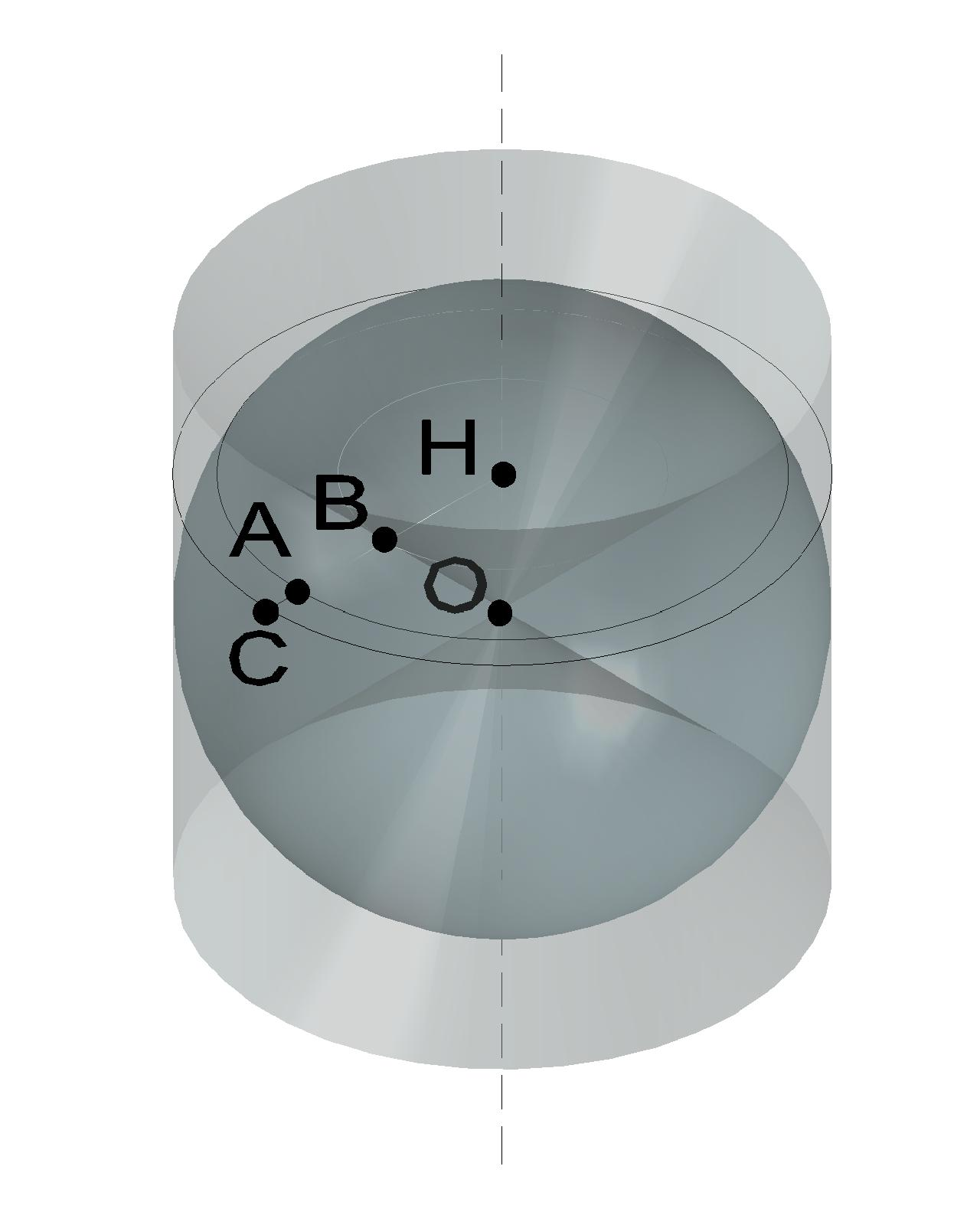
Vista frontale.

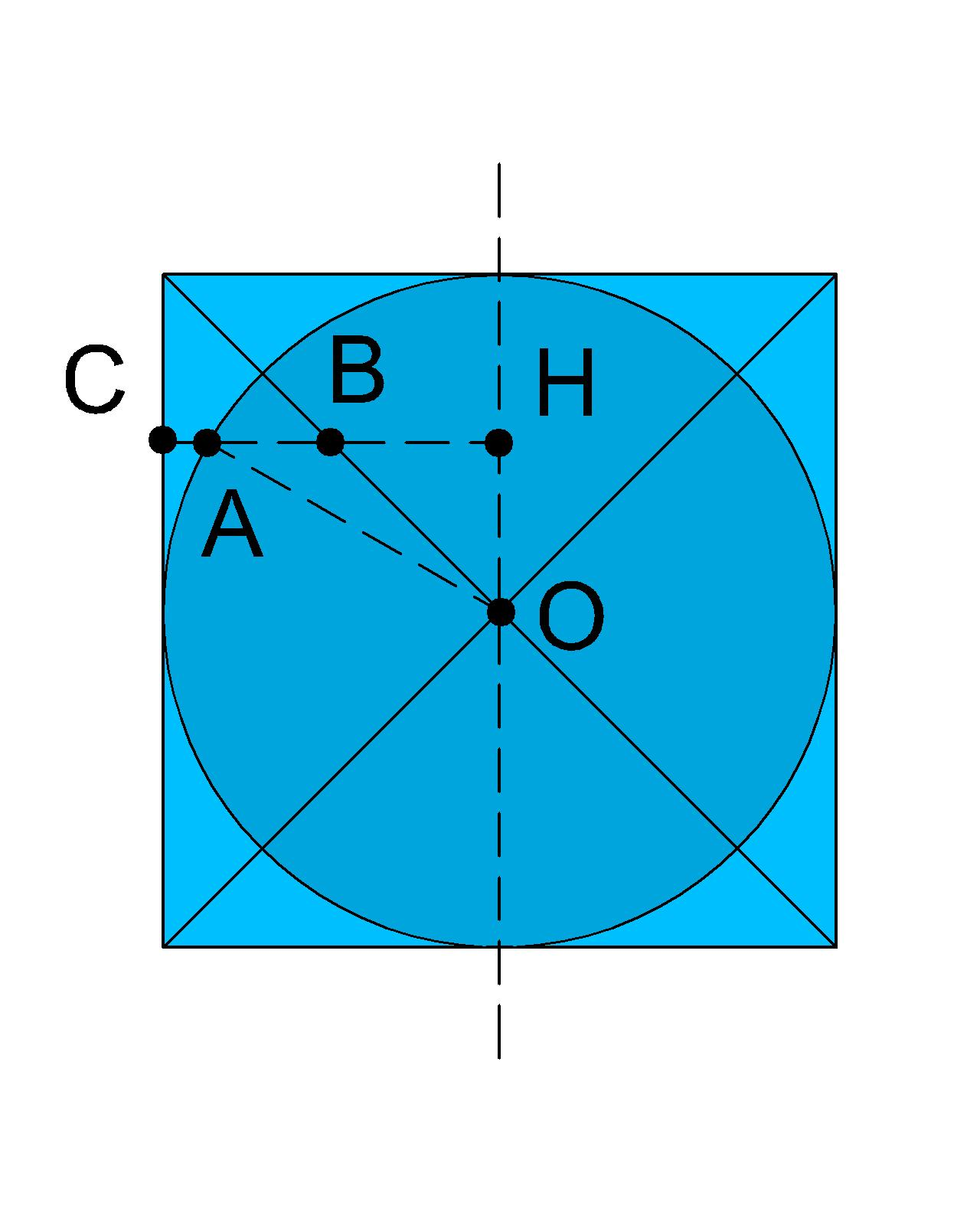
Sezione meridiana.

Si osservi che la misura dell'area del cerchio di raggio {\displaystyle HA\,} è {\displaystyle \pi {\overline {HA}}\ ^{2}} e quella della corona circolare è {\displaystyle \pi \left({\overline {HC}}^{2}-{\overline {HB}}^{2}\right)}.
Ma {\displaystyle HC\,} è congruente al raggio della sfera e pertanto è {\displaystyle HC\cong OA}.
D'altra parte, siccome il raggio della base del cono è congruente alla sua altezza, si ha pure {\displaystyle HB\cong OH}.
Perciò la misura dell'area della corona circolare è {\displaystyle \pi \left({\overline {HC}}^{2}-{\overline {HB}}^{2}\right)=\pi \left({\overline {OA}}^{2}-{\overline {OH}}^{2}\right)}.
Nel triangolo {\displaystyle OHA\,}, rettangolo in {\displaystyle H\,}, si ha, per il teorema di Pitagora, {\displaystyle {\overline {OA}}^{2}-{\overline {OH}}^{2}={\overline {HA}}^{2}}.
Sostituendo in {\displaystyle \pi \left({\overline {HC}}^{2}-{\overline {HB}}^{2}\right)=\pi \left({\overline {OA}}^{2}-{\overline {OH}}^{2}\right)} si ha che la misura dell'area della corona circolare è {\displaystyle \pi {\overline {HA}}^{2}} e risulta così uguale alla misura dell'area del cerchio della sezione della sfera.
Cerchio e corona sono pertanto equivalenti e il principio di Cavalieri ci assicura allora che sfera e anticlessidra sono equivalenti.
c.v.d.

## Osservazione
Per il modo in cui è stata costruita la sfera rispetto l'anticlessidra, risulta volume sfera = volume cilindro - volume del doppio cono.
Ora, se {\displaystyle r\,} è la misura del raggio della sfera, si ha
quindi, indicando con {\displaystyle V\,} la misura del volume della sfera, risulta